# Просте число Рамануджана
У математиці просте число Рамануджана — це просте число, яке задовольняє результат щодо функції підрахунку простих чисел, який довів Срініваса Рамануджан.

## Походження та визначення
1919 року Рамануджан опублікував нове доведення постулату Бертрана, який, як він зазначає, вперше довів Чебишов. Наприкінці двосторінкової статті Рамануджан отримав узагальнений результат, а саме:
{\displaystyle \pi (x)-\pi \left({\frac {x}{2}}\right)\geq 1,2,3,4,5,\ldots {\text{ для всіх }}x\geq 2,11,17,29,41,\ldots {\text{ відповідно}}}    OEIS: A104272
де {\displaystyle \pi (x)} — функція розподілу простих чисел, що дорівнює кількості простих чисел, менших або рівних x.
Оберненим до цього результату є визначення простих чисел Рамануджана:
{\displaystyle n}-е просте число Рамануджана це найменше ціле числ {\displaystyle R_{n}}, для якого {\displaystyle \pi (x)-\pi (x/2)\geq n,} для всіх {\displaystyle x\geqslant R_{n}}. Іншими словами: прості числа Рамануджана — це найменші цілі числа {\displaystyle R_{n}}, для яких між {\displaystyle x} і {\displaystyle x/2} є принаймні {\displaystyle n} простих чисел для всіх {\displaystyle x\geqslant R_{n}}.
Таким чином, перші п'ять простих чисел Рамануджана — це 2, 11, 17, 29 і 41.
Зауважимо, що ціле число {\displaystyle R_{n}} обов'язково є простим числом: {\displaystyle \pi (x)-\pi (x/2)} і, отже, {\displaystyle \pi (x)} має збільшуються за отримання іншого простого числа при {\displaystyle x={R_{n}}}.[прояснити] Оскільки {\displaystyle \pi (x)-\pi (x/2)} може збільшитися щонайбільше на  1,
{\displaystyle \pi (R_{n})-\pi \left({\frac {R_{n}}{2}}\right)=n.}

## Оцінки та асимптотична формула
Для всіх {\displaystyle n\geqslant 1}, {\displaystyle R_{n}} має межі
{\displaystyle 2n\ln 2n<R_{n}<4n\ln 4n}.
Якщо {\displaystyle n>1}, то також
{\displaystyle p_{2n}<R_{n}<p_{3n}}
де {\displaystyle p_{n}} - {\displaystyle n}-е просте число.
Оскільки {\displaystyle n} прямує до нескінченності, {\displaystyle R_{n}} наближається до {\displaystyle 2n}-го простого числа, тобто
{\displaystyle R_{n}\sim p_{2n}(n\rightarrow \infty )}.
Усі ці результати довів Сондоу (2009), за винятком верхньої межі {\displaystyle R_{n}<p_{3n}}, яку запропонував він і довів Лейшрам (2010). Сондоу, Ніколсон та Ное (2011) покращили межу до
{\displaystyle R_{n}\leq {\frac {41}{47}}\ p_{3n}}
що є оптимальною формою {\displaystyle R_{n}<cp_{3n}}, оскільки рівність виникає при n = 5.